# Plaques de Botorrita

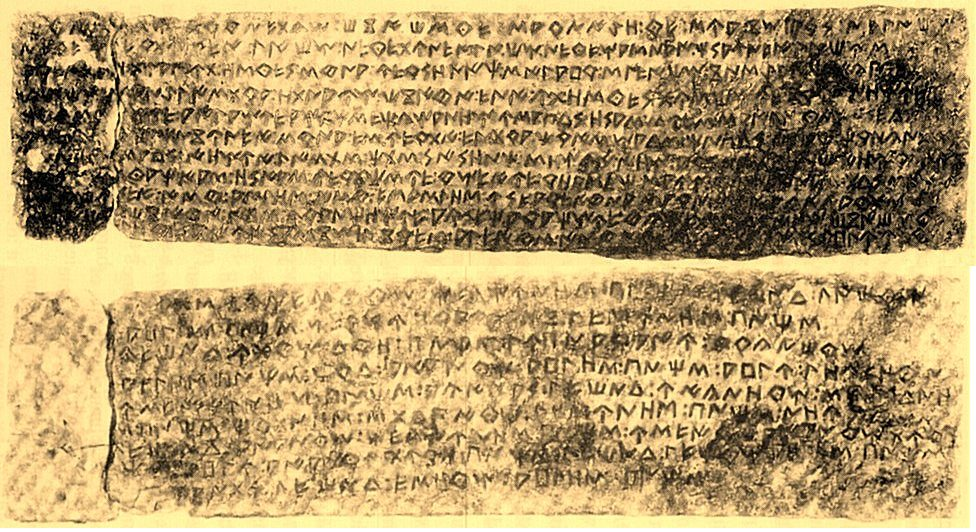
Bronze de Botorrita I trouvé dans l'ancienne Contrebia Belaisca, à Cabezo de las Minas, près de l'actuel Botorrita, à proximité de Saragosse. Elles datent du et possèdent une écriture de langues paléo-hispaniques (langue celtibère).

Les plaques ou bronzes de Botorrita sont une série de plaques de bronze datant du Ier siècle av. J.-C. qui ont été trouvées dans l'ancienne Contrebia Belaisca, près de Cabezo de las Minas, à proximité de l'actuel Botorrita, aux alentours de Saragosse.

## Présentation
Le site de Contrebia Belaisca révèle quatre bronzes, trois d'entre eux sont dans une écriture paléohispanique (une langue celtibère) et le dernier dans une écriture latine (qui est lisible sans trop de difficulté). La relation entre les textes est très discutable. Même si on procède par présomption, on peut supposer qu'ils viennent de l'acropole ou en tout cas du tabularium (lieu des archives municipales) de la cité. La richesse scripturale de cette cité peut être due aux conditions sociales (possibilité que la cité soit le centre juridique de son aire d'influence) ou bien à des conditions fortuites (comme une guerre rapide qui a empêché la réutilisation postérieure du bronze dans le domaine militaire).
Il n'y a pas réellement de connexion entre les quatre textes. Bien que nous trouvions de clairs parallélismes, Francisco Villar et Carlos Jordán ont en effet démontré la répétition des termes utilisés entre le bronze I et le bronze IV, et entre le texte latin (Botorrita II) et Botorrita I, il y a des similitudes structurelles dues au fait que ce soient deux textes juridiques réalisés probablement par les mêmes personnes ayant des pouvoirs de décision.
Francisco Villar et Carlos Jordán voient dans les bronzes de Botorrita les archives judiciaires du district juridique, équivalent au conventus romain. De fait, ils pointent la possibilité que Contrebia Belaisca puisse se traduire en latin comme Conuentus Bellorum ou « réunion des Belos ou dex Bellos ». Ainsi Contrebia Belaisca serait la « tête de la partie judiciaire » des Bellos, un peuple celte.
Beltrán Lloris pointe les difficultés du raisonnement de Francisco Villar et de Carlos Jordán, puisque ni Salduie ni Alaun ne sont des cités Bellos (voir Botorrita II). Pour Beltrán Lloris, il s'agirait plutôt d'une question de prestige et de neutralité - Contrebia Belaisca est celtibère, Salduie est ibère et Alaun est vascon - ce qui ferait de la cité un lieu idéal pour résoudre des conflits, sans voir la nécessité du conventus juridique. Cependant, il accepte l'hypothèse que trois des quatre bronzes sont des litiges résolus à Contrebia Belaisca.

## Botorrita I

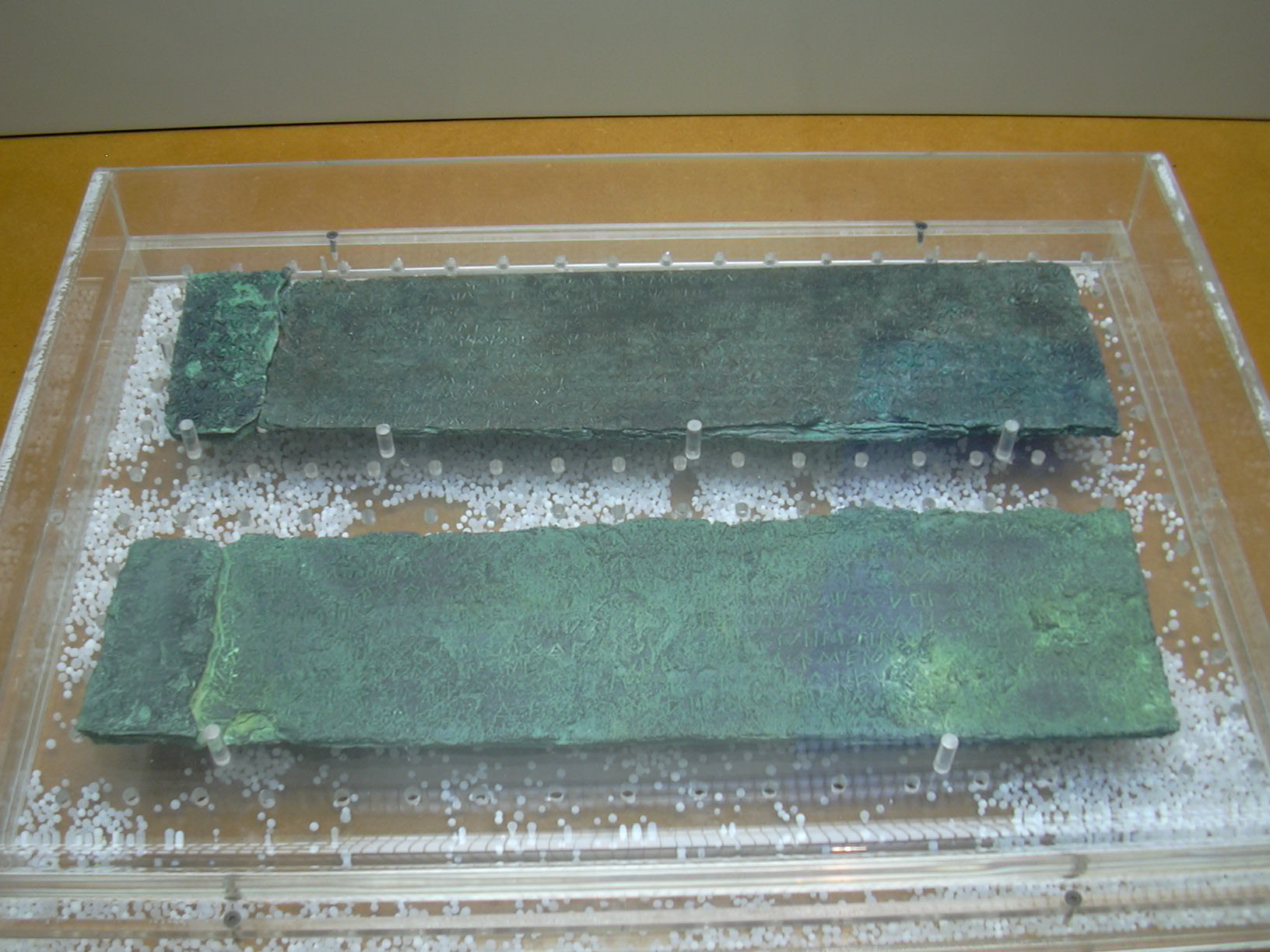
Plaques de bronze au musée provincial de Saragosse ; la plaque de la partie supérieure est authentique, la plaque du bas est une copie.

Ce que l'on appelle le bronze de Botorrita I, ou le grand bronze de Botorrita, a été découvert en 1970. Il s'agit du texte en celtibère le plus développé trouvé à ce jour. C'est une plaque de bronze de 40x10 cm qui daterait de 70 av. J.-C.. Ce bronze est écrit sur les deux faces. Il comprend un texte de onze lignes sur le côté de devant (côté A) et une liste de noms sur l'autre côté (côté B).
Le côté A présente un véritable texte, partiellement déchiffré : il s'agit probablement d'un texte législatif, avec des interdictions et les sanctions correspondantes. Écrit en celtibère, il représente une source importante pour toute la famille des langues celtiques continentales, dont les vestiges sont très rares.
Du point de vue linguistique, l'inscription montre des traits caractéristiques et communs à toutes les langues celtiques (la perte de / p / au début de mot, les altérations vocaliques, la vocalisation en / ri / du / r / vocalique, le résultat des « sonores aspirées » de l'indo-européen), et des éléments exclusifs généralement interprétés comme des archaïsmes (les langues celtiques insulaires sont toutes chronologiquement très postérieures aux langues celtiques continentales) : la conservation de diphtongues, l'absence du fléchissement double, la présence de postpositions plutôt que de prépositions et le génitif thématique en -o.